# Chatzenstrick
Il Chatzenstrick è un passo di montagna nel Canton Svitto, Svizzera. Collega la località di Dritte Altmatt (comune di Rothenthurm) con Einsiedeln. Scollina a un'altitudine di 1053 m s.l.m.